# Бурановка (Романовский район)
Бурановка — посёлок в Романовском районе Алтайского края. Входит в состав Мормышанского сельсовета.

## История
Основан в 1923 году. В 1928 году состоял из 28 хозяйств, основное население — русские. В составе Мормышанского сельсовета Мамонтовского района Барнаульского округа Сибирского края.

## Население
| 1926 | 1997 | 1998 | 1999 | 2000 | 2001 | 2002 |
| ---- | ---- | ---- | ---- | ---- | ---- | ---- |
| 155  | ↗402 | ↘385 | ↘378 | ↘372 | ↗378 | ↘376 |
| 2003 | 2004 | 2005 | 2006 | 2007 | 2008 | 2009 |
| ↘348 | ↘337 | ↘332 | ↘326 | ↘293 | ↘275 | ↘268 |
| 2010 | 2011 | 2012 | 2013 |      |      |      |
| ↘262 | ↗263 | ↘253 | ↘241 |      |      |      |